# Richard Minear
Richard (Dick) H. Minear, né le 31 décembre 1938, est un professeur d'histoire à la retraite de l'Université du Massachusetts à Amherst. Il a enseigné un cours d'histoire du Japon et dirigé un séminaire sur Hiroshima. Minear obtient son Ph.D. à l'université Harvard en 1968. Il est surtout connu pour son livre consacré au procès des crimes de guerre du Japon, Victors; Justice. Il a longtemps vécu au Japon et traduit des ouvrages japonais en anglais (dont Requiem for Battleship Yamato, Hiroshima: Three Witnesses, Black Eggs and Japan's Past et Japan's Future: One Historian's Odyssey).
En 1999, à la suite d'une information donnée par un étudiant, Minear découvre une cache de caricatures de l'époque de la Seconde Guerre mondiale par le Dr Seuss qu'il publie ensuite.

## Liste (partielle) de publications
- Minear, Richard H. Victors' Justice; The Tokyo War Crimes Trial. Princeton, N.J.: Princeton University Press, 1971, et 7 éditions successives.
  - Traduit en japonais sous le titre: Minear, Richard H. et Nisuke Andō. Tōkyō Saiban: shōsha no sabaki. 東京裁判 : 勝者の裁き Tōkyō : Fukumura Shuppan, 1985.
- Minear, Richard H., Theodor Seuss Geisel et Art Spiegelman. Dr. Seuss Goes to War (en): The World War II Editorial Cartoons of Theodor Seuss Geisel. New York: New Press, 1999,  (ISBN 1-56584-704-0) et 5 éditions successives. (disponible dans plus de 1 100 bibliothèques selon WorldCat)
- Minear, Richard H., Japanese Tradition and Western Law; Emperor, State, and Law in the Thought of Hozumi Yatsuka. Harvard East Asian series, 48. Cambridge, Mass: Harvard University Press, 1970.
  - Traduit en japonais sous le titre Seiyō Hōshisō No Keiju. の継受 : 穗積八束の思想史的考察 Tokyo.
- Gage, Richard L., et Richard H. Minear. Women against War. Tokyo : Kodansha International, 1986.

et le livre pour enfants :
- Minear, Richard H. Through Japanese Eyes. New York : Praeger, 1974. (OCLC 804861)

## Source de la traduction
- (en) Cet article est partiellement ou en totalité issu de l’article de Wikipédia en anglais intitulé « Richard Minear » (voir la liste des auteurs).